# Інтроскопія
Інтроскопія (від лат. intro — в середину і грец. skopeo) (рос. интроскопия, анг. introscopy, нім. Introskopie f) — візуальне спостереження об’єктів, явищ і процесів в оптично непрозорих тілах і середовищах за допомогою звукових або радіохвиль, рентгенівського або інфрачервоного випромінювання.
Здійснюється шляхом перетворення невидимого оком зображення досліджуваного об’єкта, одержаного в ІЧ-, рентгенівських (пулюєвих), інших променях у видиме зображення на екрані спеціального приладу — інтроскопа. 
Галузь науки, що розглядає проблеми такого спостереження.